# Foil Arms and Hog
Foil Arms and Hog es un grupo humorístico irlandés formado por los cómicos Sean "Foil" Finegan, Conor "Arms" McKenna y Sean "Hog" Flanagan. 

## Carrera
El grupo ha actuado en televisión, radio, teatro y online. El trío escribe, graba y edita un nuevo sketch cada semana en su oficina, y lo publica los jueves en YouTube, Facebook, Instagram y TikTok.  Foil Arms y Hog no tienen un género específico en sus sketches. Suelen presentar problemas de la vida cotidiana o de actualidad.  Algunos de los sketches más populares publicados en YouTube incluyen "When Irish People Can't Speak Irish" (Cuando los irlandeses no pueden hablar irlandés), "An Englishman Plays Risk" (Un inglés juega al Risk) , "WTF is Brexit" (¿Qué es el Brexit?), "Countries Guess Who they Are" (Países juegan al ¿Quién soy yo?), "When Meetings are No Longer Online"  (Cuando las reuniones dejan de ser online) y "How to Speak Dublin" (Cómo hablar dublinés).  Foil Arms y Hog también realizan espectáculos en vivo, principalmente en Irlanda y el Reino Unido, pero también en América del Norte, Australia y Europa. Además, llevan actuando en el Festival Fringe de Edimburgo desde 2009. 

## Nombre
El nombre del grupo surgió de los apodos de cada uno de ellos. Foil (Sean Finegan) es el complemento cómico, Arms (Conor McKenna) es "todo brazos y piernas" y Hog (Sean Flanagan) acapara la atención..

## Historia
Aunque los tres crecieron en el mismo área de Dublín, fueron a distintos colegios y no se relacionaron entre ellos. Foil y Hog se conocieron brevemente de adolescentes como actores para un anuncio para la marca Kellogg's , pero no mantuvieron más relación. Accedieron al University College de Dublín para realizar sus estudios en arquitectura, genética e ingeniería civil, respectivamente. Finalmente se conocieron tras unirse al grupo de teatro universitario.  En las obras teatrales que participaron, terminaban siempre juntos en los papeles más cómicos. Sean Flanagan "Hog" escribió el guion para una obra basada en la serie de televisión irlandesa Father Ted y adquirieron el permiso de los creadores para hacer una gira a lo largo de Irlanda. Finalmente, formaron el grupo en 2008, en plena crisis financiera. Sin embargo, el grupo afirma que "es lo mejor que nos podría haber pasado. Si se hubieran alargado los años del Tigre Celta y todos nuestros amigos hubiesen estado ganando un dineral, al final habríamos sucumbido a la presión de buscarnos un trabajo de verdad. Sin embargo, tuvimos una excusa perfecta para hacer lo que nos gustaba y ver que ocurría. 